# Jo Jin-mi
Jo Jin-Mi (조진미?; 15 novembre 2004) è una tuffatrice nordcoreana.

## Biografia
Alle Olimpiadi di Parigi del 2024 è arrivata seconda nel sincro 10 metri insieme a Kim Mi-rae, ottenendo in questo modo la prima medaglia olimpica nei tuffi della storia della Corea del Nord.
Ha vinto anche tre argenti e un bronzo ai campionati mondiali.

## Palmarès
- Giochi olimpici

Parigi 2024: argento nel sincro 10m.
- Mondiali

Doha 2024: argento nel sincro 10m e nel sincro misto 10m.
Singapore 2025: argento nel sincro misto 10m, bronzo nel sincro 10m.